# 国民生活局
国民生活局（こくみんせいかつきょく）は、かつて、経済企画庁、内閣府に置かれていた内部部局の一つ。

## 発足から廃止までの推移
1965年（昭和40年）6月1日、経済企画庁調整局から分離して発足。国民生活水準の向上に関する事務を所管した。1973年（昭和48年）7月1日、経済企画庁に物価局が新設され、国民生活局が国民生活向上の一環として所管していた物価政策を物価局に移管した。
2001年（平成13年）1月6日、中央省庁再編による、経済企画庁の廃止、内閣府の発足に伴い、国民生活局は内閣府の内部部局に移行した。当初は、経済財政政策担当大臣が国民生活局の所管事務も担当していたが、個人情報保護法の立案・国会上程の時期には、同法案に関する事務に限定して個人情報保護担当大臣に担当させていた。2005年（平成17年）10月31日に発足した第3次小泉改造内閣以降は、経済財政政策担当とは別の内閣府特命担当大臣が国民生活局の所管事務を担当するようになった。
2009年（平成21年）9月1日、消費者庁の発足に伴い、国民生活局の所掌事務の大半は消費者庁に移管されたため、国民生活局は廃止された。廃止直前は、消費者政策、個人情報保護、公益通報者の保護などを主な業務としていた。なお、国民生活局の所掌事務のうち、NPO法人に対する認証をはじめ、市民活動の促進についての業務は消費者庁には移管せず、内閣府本体に残して大臣官房で所掌することとされた。
報告として、国民生活白書を作成していた。

## 局の組織構成
廃止直前の組織構成は次のとおり。
- 総務課
  - 調査室
  - 国民生活情報室
- 企画課
  - 個人情報保護推進室
- 市民活動促進課
- 消費者企画課
  - 消費者行政推進室
  - 消費者団体訴訟室
  - 企画官
- 消費者安全課